# Hermann Schridde
Hermann Schridde (ur. 3 lipca 1937 w Celle, zm. 18 maja 1985 w Meißendorf) – niemiecki jeździec sportowy, trzykrotny medalista olimpijski.
Specjalizował się w skokach przez przeszkody. Brał udział w dwóch igrzyskach (IO 64, IO 68), na obu zdobywał medale. Reprezentował barwy RFN, jednak w 1964 w olimpiadzie brała udział – po raz ostatni – wspólna niemiecka ekipa. W 1964 sięgnął po srebro w konkursie indywidualnym i złoto w drużynie. Partnerowali mu Kurt Jarasinski oraz Hans Günter Winkler. Cztery lata później wywalczył brąz w drużynie. Na obu olimpiadach startował na koniu Dozent II. Był mistrzem kraju (1960 i 1962) oraz Europy (1965).
Pracował jako szkoleniowiec. Zginął w katastrofie lotniczej.